# Římskokatolická farnost Čenkovice
Římskokatolická farnost Čenkovice je územním společenstvím římských katolíků v rámci žamberského vikariátu královéhradecké diecéze.

## O farnosti

### Historie
Čenkovice jsou poprvé písemně doloženy k roku 1304. Původní místní kostel byl dřevěný. Až v roce 1782 byl vystavěn nový, zděný kostel, zasvěcený svatému Vavřinci. V témže roce byla postavena nová fara. V závěru 20. století přestal být do farnosti ustanovován sídelní kněz.

### Současnost
Farnost je spravována ex currendo z Jablonného nad Orlicí.
| Kostel                  | Místo     | Bohoslužba          | Bohoslužba | Poznámka     |
| ----------------------- | --------- | ------------------- | ---------- | ------------ |
| Kostel svatého Vavřince | Čenkovice | neděle 1x za 14 dní | 11.00      | farní kostel |